# Avenir Beggen
Football Club Avenir Beggen – luksemburski klub piłkarski z siedzibą w Beggen, dzielnicy miasta Luksemburg.

## Osiągnięcia
- Mistrz Luksemburga (6): 1968/69, 1981/82, 1983/84, 1985/86, 1992/93, 1993/94
- Wicemistrz Luksemburga (5): 1974/75, 1982/83, 1986/87, 1989/90, 1991/92
- Puchar Luksemburga (7): 1982/83, 1983/84, 1986/87, 1991/92, 1992/93, 1993/94, 2001/02
- Finał pucharu Luksemburga (4): 1973/74, 1987/88, 1988/89, 1997/98

## Historia
Założony 1 lipca 1915 roku klub Avenir Beggen od sezonu 1965/66 nieprzerwanie grał w pierwszej lidze luksemburskiej, a do pierwszego i jedynego jak dotąd spadku doszło w sezonie 2005/06. Po rocznej banicji klub jako wicemistrz drugiej ligi wrócił do pierwszej ligi. W następnych latach kolejno spadał i awansował do niższych klas rozgrywkowych. Sezon 2013/2014 rozpoczął w 1 dywizji, co w Luksemburgu oznacza 3 klasę rozgrywkową.

## Europejskie puchary
Legenda do wszystkich tabel:
- Q – runda eliminacyjna, 1/16, 1/8, 1/4, 1/2 – odpowiednia faza rozgrywek, Grupa – runda grupowa, 1r gr – pierwsza runda grupowa, 2r gr – druga runda grupowa, F – finał, R – runda, PO – play-off
- k. – rzuty karne, los. – losowanie, Dogr. – dogrywka, w. – zasada bramek strzelonych na wyjeździe

| Sezon   | Rozgrywki                 | Runda | Przeciwnik            | Dom        | Wyjazd   | Ogólnie  |
| ------- | ------------------------- | ----- | --------------------- | ---------- | -------- | -------- |
| 1969/70 | Puchar Europy             | 1R    | A.C. Milan            | 0–3        | 0–5      | 0–8      |
| 1974/75 | Puchar Zdobywców Pucharów | 1R    | Enosis Neon Paralimni | walkower   | walkower | walkower |
| 1974/75 | Puchar Zdobywców Pucharów | 1/8   | Crvena zvezda         | 1–6        | 1–5      | 2–11     |
| 1975/76 | Puchar UEFA               | 1R    | FC Porto              | 0–3        | 0–7      | 0–10     |
| 1982/83 | Puchar Europy             | 1R    | Rapid Wiedeń          | 0–5        | 0–8      | 0–13     |
| 1983/84 | Puchar Zdobywców Pucharów | 1R    | Servette FC           | 1–5        | 0–4      | 1–9      |
| 1984/85 | Puchar Europy             | 1R    | IFK Göteborg          | 0–8        | 0–9      | 0–17     |
| 1985/86 | Puchar UEFA               | 1R    | PSV Eindhoven         | 0–2        | 0–4      | 0–6      |
| 1986/87 | Puchar Europy             | 1R    | Austria Wiedeń        | 0–3        | 0–3      | 0–6      |
| 1987/88 | Puchar Zdobywców Pucharów | 1R    | Hamburger SV          | 0–5        | 0–3      | 0–8      |
| 1988/89 | Puchar Zdobywców Pucharów | 1R    | KV Mechelen           | 1–3        | 0–5      | 1–8      |
| 1990/91 | Puchar UEFA               | 1R    | Inter Bratysława      | 2–1        | 0–5      | 2–6      |
| 1992/93 | Puchar Zdobywców Pucharów | Q     | B36 Tórshavn          | 1–0        | 1–1      | 2–1      |
| 1992/93 | Puchar Zdobywców Pucharów | 1R    | Spartak Moskwa        | 1–5        | 0–0      | 1–5      |
| 1993/94 | Liga Mistrzów             | Q     | Rosenborg BK          | 0–2        | 0–1      | 0–3      |
| 1994/95 | Liga Mistrzów             | 1R    | Galatasaray SK        | 1–5        | 0–4      | 1–9      |
| 1995/96 | Puchar UEFA               | Q     | Örebro SK             | 3–0, (w/o) | 0–0      | 3–0      |
| 1995/96 | Puchar UEFA               | 1R    | RC Lens               | 0–7        | 0–6      | 0–13     |
| 2002/03 | Puchar UEFA               | Q     | Ipswich Town          | 0–1        | 1–8      | 1–9      |